# Jean-Philippe Rameau
Jean-Philippe Rameau  (Dijon, 25 de setembro de 1683 – Paris, 12 de setembro de 1764) foi um dos maiores compositores do período Barroco-Rococó. Na França, porém, é tido como a maior expressão do Classicismo musical. 
Filho de organista na catedral de Dijon, seguiu a carreira do pai, na qual distinguiu-se desde cedo, trabalhando em várias catedrais. Não foi apenas um dos compositores franceses mais importantes do século XVIII, como também influenciou a teoria musical. Seu estilo de composição lírica pôs fim ao reinado póstumo de Jean-Baptiste Lully, cujo modelo dominara a França por meio século. 
Até 1722 Rameau compusera apenas poucas e curtas peças para teclado e obras sacras, mas a publicação de seu tratado sobre harmonia naquele ano marcou o começo de um período muito produtivo, conhecendo a fama. Suas Pièces de Clavecin foram publicadas em 1724, seguidas por um novo livro de teoria, em 1726, e de obras para teclado e cantatas, em 1729. Somente aos cinquenta anos ingressou no terreno da música cênica, compondo sua primeira ópera, Hippolyte et Aricie, um grande sucesso que lhe valeu a posição de principal operista francês de seu tempo. Escreveu várias óperas em vários gêneros, sempre acolhidas com entusiasmo, e mesmo desencadeando grandes polêmicas por sua ousadia, inventividade e pelas novidades que introduziu. Sua música caracteriza-se por um dinamismo que contrasta com o estilo mais estático de Lully.
Era também professor de cravo, bastante em moda na Paris de sua época. A técnica do dedilhado dos instrumentos de teclado deve muito a Rameau. Foi "Compositor da Câmara do Rei", sendo agraciado poucos meses antes de morrer com o título de Cavaleiro. Seu funeral foi cercado de pompa, recebendo também homenagens em muitas cidades como um compositor excepcional que orgulhava a nação.

## Vida

### Primeiros anos, uma juventude errante
Foi sempre um homem muito reservado e pouco se sabe sobre sua vida, especialmente de seus primeiros quarenta anos, antes de se fixar em Paris. Nasceu em 25 de setembro de 1683, sendo batizado no mesmo dia. Seu pai, Jean Rameau, foi organista em igrejas de Dijon, e sua mãe, Claudine de Martinécourt, era filha de um notário, da pequena nobreza. O casal teve onze filhos, dos quais Jean-Philippe foi o sétimo. Aprendeu música com seu pai mesmo antes de ser alfabetizado. Recebeu educação no colégio jesuíta de Godrans, mas não era bom aluno e atrapalhava as aulas cantando. Só o que lhe interessava era a música, e, segundo suas palavras, seu amor pela ópera surgiu quando tinha doze anos. Com isso teve uma cultura inicial pobre, e seu domínio da escrita nunca foi muito bom. 
Seus pais planejavam para ele uma carreira jurídica, mas como o jovem preferisse a música, foi enviado para Milão, na Itália, para se aperfeiçoar, mas permaneceu lá pouco tempo. Ao retornar, trabalhou como violinista em conjuntos itinerantes, demorando-se uma temporada em Montpellier, onde um certo Lacroix lhe deu lições de baixo contínuo e acompanhamento. Em janeiro de 1702 assumiu o posto de organista interino na catedral de Avignon, assistindo Jean Gilles. Em junho assinou um contrato de seis anos com a catedral de Clermont-Ferrand, mas em 1706 já estava em Paris, onde publicou suas primeiras obras conhecidas, uma coleção de peças para cravo intitulada Pièces de clavecin, que mostram influência de Louis Marchand, seu amigo. No frontispício da obra ele se apresentou como "organista dos jesuítas da rua Saint-Jacques e dos Padres da Misericórdia". Em 1709 voltou para Dijon, a fim de suceder seu pai como organista da igreja paroquial de Nossa Senhora. Foi contratado outra vez por seis anos, mas de novo abandonou o posto antes disso e buscou colocação em Lyon, assumindo em 1713 na igreja dos jacobinos. Em dezembro do ano seguinte fez uma breve viagem a Dijon, por ocasião da morte de seu pai. Ali também assistiu ao casamento de seu irmão Claude. Em janeiro de 1715 estava de volta a Lyon. Em abril, contudo, já estava outra vez em Clermont-Ferrand, com um novo contrato, que estipulava uma permanência de vinte e dois anos, mas só cumpriu oito. Durante este período compôs motetos sacros e cantatas seculares.

### Fama e maturidade
Retornou para a capital francesa em 1722, radicando-se na cidade. Ali publicou seu importante tratado de teoria musical, Traité de l'harmonie (Tratado de Harmonia), que logo o tornou famoso. A obra foi seguida pelo Nouveau système de musique théorique (Novo Sistema de Música Teórica, 1726). Entre 1724 e 1730 publicou mais duas coleções de obras para cravo. Suas primeiras obras para o palco surgiram quando o escritor Alexis Piron lhe solicitou que compusesse a música para suas comédias, apresentadas na feira de Paris. Musicou quatro delas, mas toda a música se perdeu. Em 25 de fevereiro de 1726 Rameau casou com Marie-Louise Mangot, cantora e instrumentista. Tiveram quatro filhos, dois meninos e duas meninas, e aparentemente a união foi feliz. A despeito de sua fama como teórico, Rameau teve dificuldade de encontrar uma colocação como organista.
Somente quando tinha quase cinquenta anos é que ele cogitou de fazer carreira como operista. A decisão se provou acertada, uma vez que sua fama como compositor repousa em suas óperas. Na verdade, em 1727 havia pedido que o escritor Houdar de la Motte lhe preparasse um libretto, mas a encomenda não resultou em nada. Finalmente, decidiu iniciar no prestigiado gênero da tragédia lírica, após assistir Jephté, de Montéclair, em 1732. Sua primeira obra, Hippolyte et Aricie, estreou na Academia Real de Música em 1º de outubro de 1733, sendo imediatamente aclamada como a mais notável ópera a surgir na França desde a morte de Lully, mas desde logo se iniciou também uma polêmica, já que Lully havia fundado uma tradição dominante no panorama operístico francês, que o brilhante aparecimento de Rameau ameaçava derrubar. De um lado havia quem louvasse sua originalidade e a riqueza de suas ideias musicais, e de outro se colocaram os tradicionalistas, para quem suas inovações harmônicas pareciam dissonantes. Os dois partidos desencadearam uma guerra através de panfletos que permaneceu acesa durante uma década inteira.

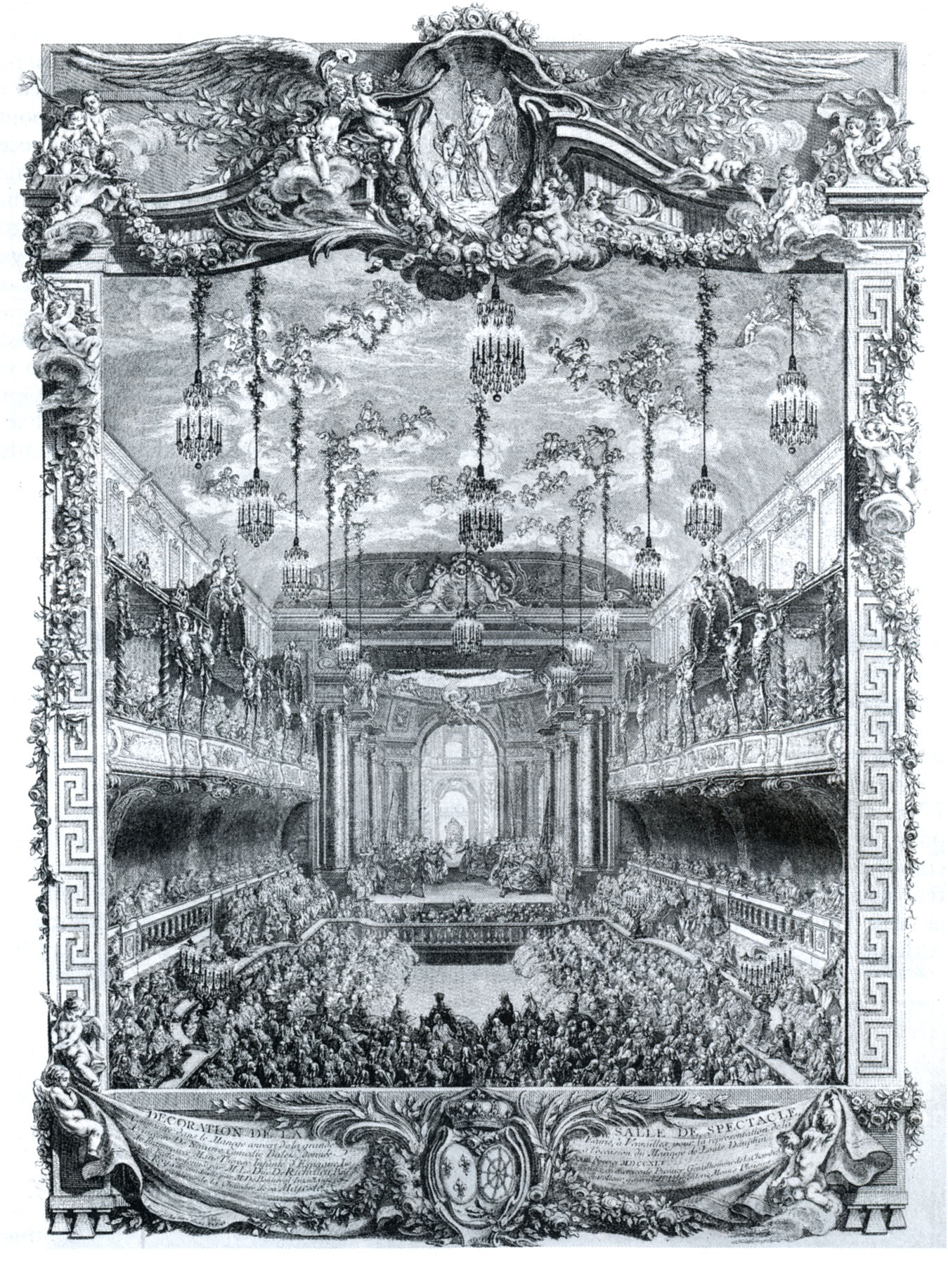
Registro da apresentação de La princesse de Navarre em Versalhes, em 23 de fevereiro de 1745, nas comemorações do casamento do Delfim da França. Gravura de Charles-Nicolas Cochin

Entrementes, Rameau havia conhecido um mecenas Alexandre de La Pouplinière, que se tornaria seu protetor até 1753. A amante de Alexandre, Thérèse des Hayes (mais tarde sua esposa), era aluna de Rameau e grande admiradora de sua música. Em 1731 Rameau se tornou regente da excelente orquestra mantida pelo mecenas, permanecendo na sua direção por 22 anos. No salon de La Pouplinière o músico entrou em contato com alguns dos principais intelectuais de seu tempo, como Voltaire, que logo passou a colaborar com ele. Seu primeiro projeto conjunto, a tragédia lírica Samson, foi abandonado por causa de seu tema religioso, prevendo-se a censura das autoridades. Na mesma época Rameau introduziu seu estilo no gênero mais leve da ópera-balé, estreando com  Les Indes galantes, que teve grande sucesso. Seguiram-se duas tragédias líricas,  Castor et Pollux (1737) e Dardanus (1739), e outra ópera-balé, Les fêtes d'Hébé (1739). Todos esses trabalhos estão entre os seus melhores. Contudo, depois disso o compositor não apresentou mais nada novo ao longo de seis anos, fazendo apenas uma nova versão de Dardanus em 1744. A razão para esse silêncio é desconhecida.
Uma nova fase iniciou em 1745, quando ele recebeu importantes encomendas da corte para celebrar a vitória francesa na Batalha de Fontenoy e o casamento do Delfim Luís com a Infanta espanhola Maria Teresa. Assim surgiu sua mais notável ópera cômica, Platée, bem como duas obras em colaboração com Voltaire: a ópera-balé Le temple de la gloire e comédia-balé La princesse de Navarre, que lhe valerem o reconhecimento oficial e o título de Compositor da Câmara do Rei, com direito a uma generosa pensão. No mesmo ano Rameau entrou em choque com Jean-Jacques Rousseau. Embora mais conhecido como escritor, Rousseau também tinha ambições musicais e escreveu a ópera Les muses galantes, inspirada na Indes galantes do outro. No fim do ano, Voltaire e Rameau, ocupados com outros trabalhos, encomendaram a Rousseau a escrita de recitativos para transformar La princesse de Navarre em uma ópera, a ser chamada Les fêtes de Ramire. Rousseau então acusou seu colega de não lhe dar os devidos créditos pelo texto e pela música que o acompanhava, mas musicólogos contemporâneos não conseguiram encontrar nada dele no material finalizado. Não obstante, Rousseau a partir de então nutriu inimizade por Rameau pelo resto de sua vida.
Isso o levou a atacar Rameau na segunda polêmica em que o compositor se viu envolvido, a chamada Querela dos Bufões, que durou de 1752 a 1754, e que colocou a tradição operística francesa contra a italiana. Rameau foi acusado de estar ultrapassado, e sua música, de ser complicada demais, em comparação com a "simplicidade" e "naturalidade" da ópera cômica La Serva Padrona, de Pergolesi. Em meados de 1750 Rameau criticou os verbetes sobre música que Rousseau havia escrito para a Encyclopédie, levando a uma disputa com os filósofos D'Alembert e Diderot. Em 1753 La Pouplinière assumiu uma nova amante, Jeanne-Thérèse Goermans, que convenceu-o contratar os serviços do compositor Johann Stamitz. Rameau se desentendeu com o patrono e acabou perdendo seu apoio.

### Últimos anos

Brasão de Jean-Philippe Rameau

Até então o compositor havia escrito muito, mas a partir dali seu ritmo declinou acentuadamente, embora continuasse produzindo alguns trabalhos de composição e teoria até seus últimos dias. Deste período merecem nota a ópera cômica Les Paladins (1760) e a tragédia lírica Les Boréades, que não foi estreada senão em tempos recentes. Em 1761 foi recebido como membro da Academia de Dijon, e em 1764 foi enobrecido com o título de cavaleiro. No final da vida, ainda morando com sua esposa e dois de seus filhos, Rameau costumava sair todos os dias para um passeio solitário e pensativo, quando ocasionalmente encontrava o jovem escritor Chabanon, que registrou algumas palavras do mestre: "Dia após dia desenvolvo um gosto mais apurado, mas já não possuo gênio", e "A imaginação fugiu de minha velha mente; não é avisado, com esta idade, praticar uma arte que é toda imaginação". Rameau faleceu em 12 de setembro de 1764, acometido por uma febre. Foi sepultado na igreja de Santo Eustáquio, em Paris, no dia seguinte. Seu funeral foi magnificente, e homenagens lhe foram prestadas em muitas cidades francesas. Chabanon, no elogio fúnebre que publicou após a morte do compositor, o celebrou nos seguintes termos:
"A Natureza, tão sábia e tão justa para com todos os Homens por igual, que não lhes dá sequer o direito de qualquer um invejar a seu semelhante, produz às vezes Homens de um talento e de um gênio tão excepcional, que a sua existência é a marca visível de uma especial predileção. Assim foi o Artista célebre que a França perdeu, assim foi o Senhor Rameau... Nos rios que atravessam nossas Cidades e Campanhas, e coleiam eternamente para nosso benefício e nosso prazer, quase ninguém presta atenção. Mas se algum poder de repente fechasse suas fontes e secasse seus leitos, e os tirasse de suas praias, atordoados e sofrendo clamaríamos ao Céu o socorro de suas águas benfazejas, com saudade de todos os bens que elas nos proporcionaram. Da mesma forma, a superioridade dos grandes Homens é sentida no momento em que os perdemos, diante de uma ausência que nada pode preencher".

## Obra

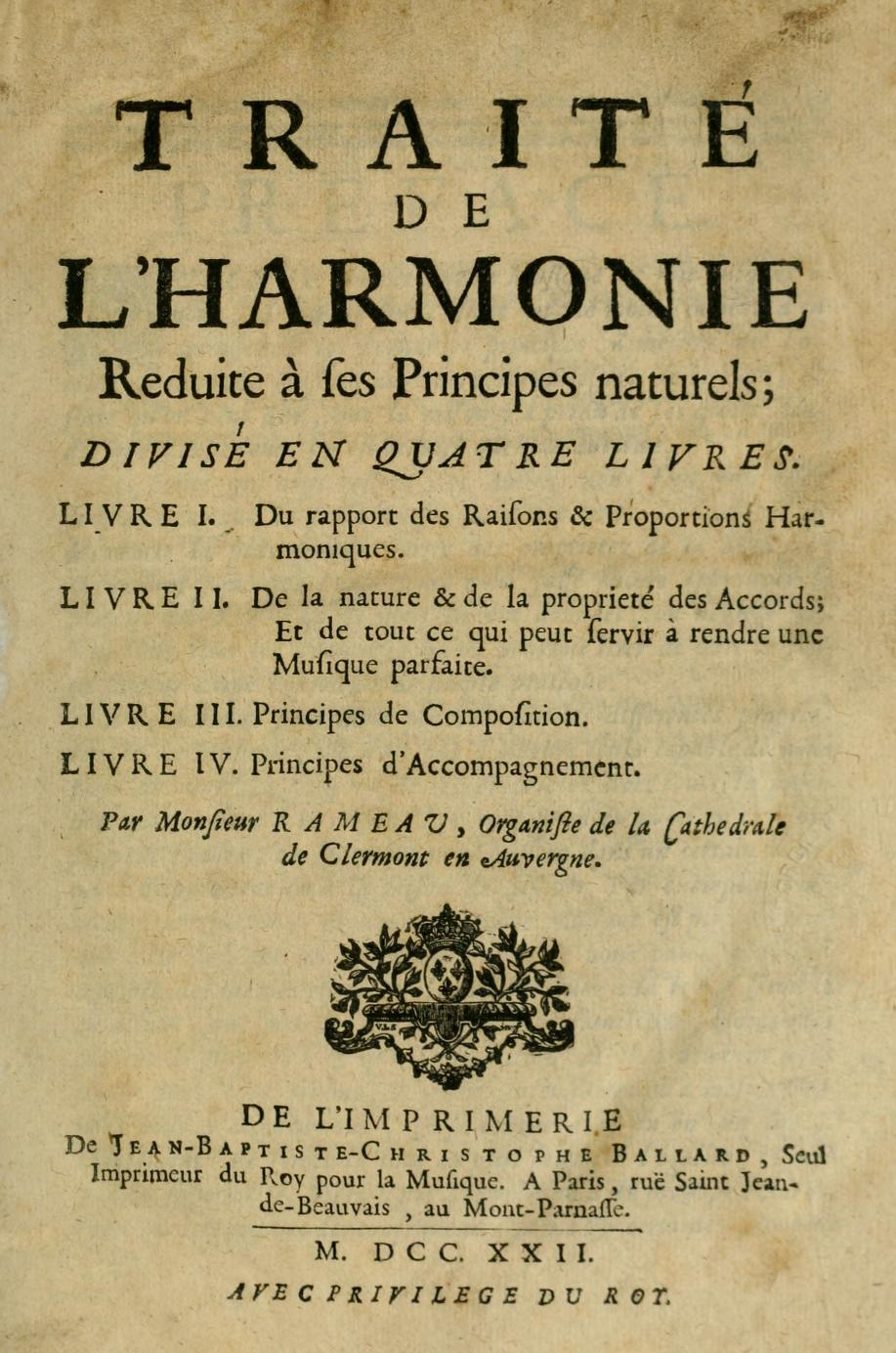
Capa do Traité de l'harmonie, 1722

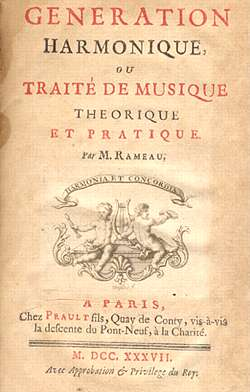
Capa do seu tratado Génération harmonique, 1737

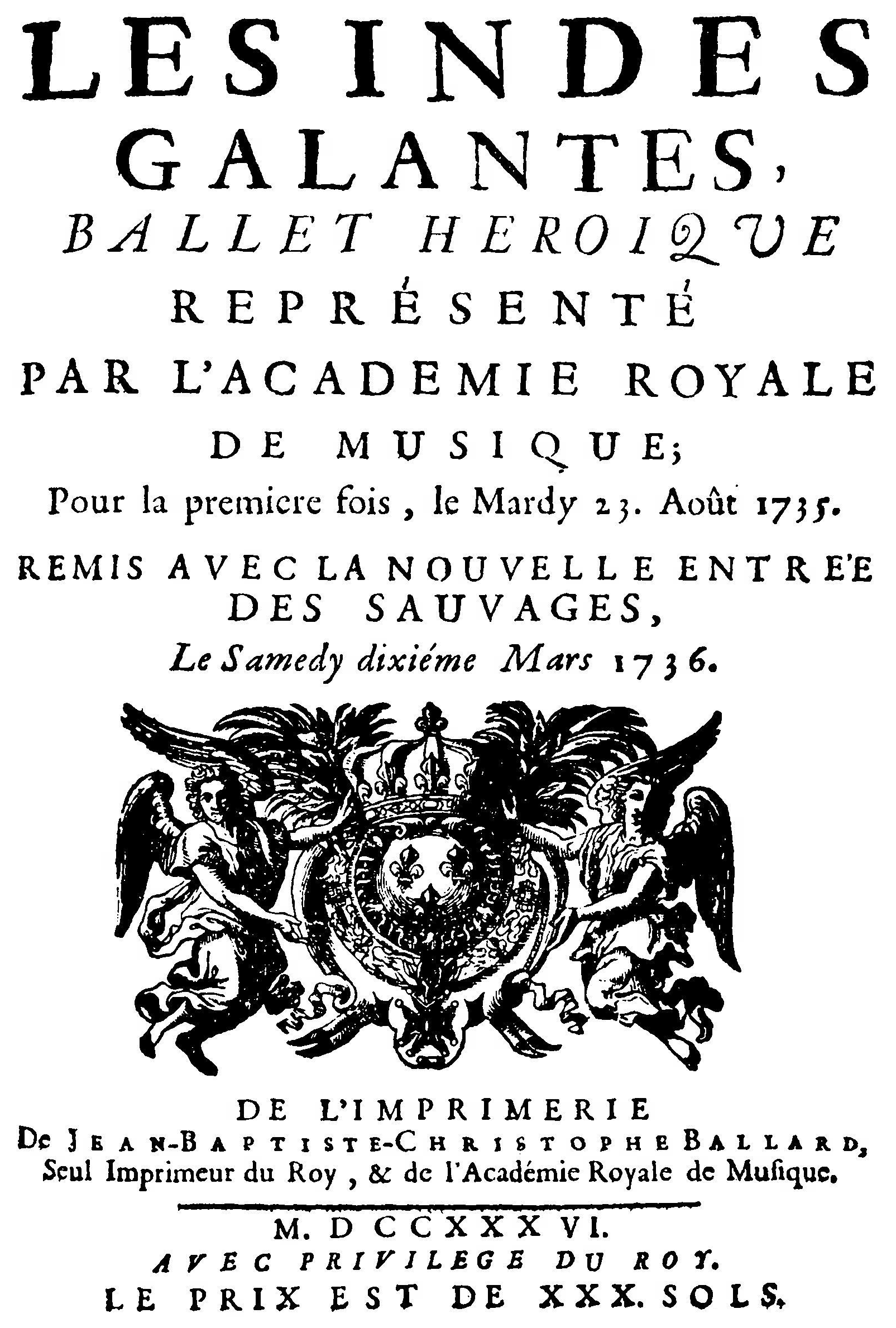
Capa da edição de 1736 de Les Indes galantes

Rameau escreveu 24 trabalhos de teoria musical, entre tratados e panfletos, mas a despeito da fama que lhes trouxeram em vida, em particular o seu Traité de l'harmonie, para o público e o musicista modernos eles são de escasso interesse, e são estudados mais por especialistas em história da harmonia. Porém, ele introduziu algumas inovações importantes para o seu tempo. Entre elas, buscou afastar-se dos esquemas então prevalentes derivados das concepções pitagórica e escolástica das relações entre sons e números, procurando estabelecer princípios harmônicos baseados na natureza, na forma como o ouvido percebe as combinações de sons e os seus efeitos. Para elaborar esta concepção ele se baseou nos trabalhos de Mersenne, Brossard, Kircher, Zarlino, Descartes, Saint-Lambert, entre outros, e nos de Sauveur, pioneiro da acústica, que lançou as bases de uma harmonia fundamentada na física. Subordinou a melodia à harmonia, considerava as diferenças de oitava nulas em termos harmônicos, e tomava a nota mais baixa de uma corda em vibração como o fundamento da construção da harmonia através dos seus harmônicos; para ele quaisquer acordes que fizessem uso das mesmas notas, em qualquer posição que estivessem, eram essencialmente o mesmo acorde, praticamente inventando a técnica da inversão de acordes.
Outra contribuição foi a explicação do relacionamento entre a tônica, a dominante e a subdominante a partir de duas séries de quintas - ascendente e descendente -, considerando a primeira a origem da dominante, para ele o "reino da alegria, da luz e da força", e a segunda, a origem da subdominante, considerada triste, fraca e sombria. Com isso ele apontou também para uma teoria da psicologia das escalas musicais. A parte mais insatisfatória de sua produção teórica é a explicação das dissonâncias. Outras de suas proposições já foram descartadas pela ciência moderna, como a explicação da possibilidade de existirem os acordes (sons com múltiplas notas tocadas em simultâneo) por causa da "elasticidade do ar". Também propôs a construção de novos instrumentos e o aperfeiçoamento do canto através dos princípios que apresentou.
Apesar de suas ideias originais, sua base de matemática, filosofia e física não era sólida, parece ter sido adquirida sem método ou seletividade, e até mesmo sua capacidade de se expressar em bom francês era fraca, o que lhe dificultava uma boa articulação das suas ideias. Isso se reflete em sua argumentação, em muitas partes obscura, prolixa ou deficiente, várias vezes apresentou postulados sem qualquer justificativa, e noutras deixou-se levar por um entusiasmo grandiloquente que o fez perder o foco, pois concebeu uma ideia que ele mesmo considerou uma descoberta revolucionária: toda a arte musical estaria sintetizada sob um único princípio unificador derivado da natureza, princípio que ele havia descoberto - mas que jamais explicou satisfatoriamente -, e pretendeu, em várias passagens, em meio a perorações filosóficas, citações da Bíblia e outras referências heterogêneas, que este princípio abolia tudo o que antes havia sido escrito sobre teoria musical, era incontestável e, mais ainda, era geral, ao qual deveriam se curvar todas as ciências:
"Quando a pessoa percebe que a Música dada pela Natureza é tão absolutamente perfeita e completa; .... como não vai crer que esta arte, que pensáramos ser feita apenas para nosso deleite, na verdade foi planejada pela Natureza para nos servir com uma utilidade mais adequada às suas intenções?...
"O princípio em questão é efetivamente retirado da própria natureza, sendo perceptível por três de nossos sentidos, e já não deixa margem a questionamento, conjetura ou hipótese; tudo o que foi escrito até hoje é absolutamente inútil para atingirmos o conhecimento e a habilidade nas Artes;.... eu digo Artes, porque há todas as razões para presumir que .... este princípio afeta também todas as Belas Artes que têm os sentidos como juiz e as proporções como regra.
"O princípio em questão não é apenas o das Belas Artes, como este Tratado confirma; .... mas também é o de todas as Ciências conhecidas".
Essa pretensão gerou polêmica, mais acentuada porque ele contestou os artigos musicais da Encyclopédie escritos por Rousseau depois de ter sido convidado em primeiro lugar para escrevê-los - e ter-se negado a fazê-lo -, e lhe valeu críticas imediatas da Academia de Ciências. Na resposta, escrita por d'Alembert, a Academia declarava que havia aprovado uma de suas publicações por seu interesse intrínseco e originalidade, mas que com isso não havia se comprometido a adotar oficialmente nenhuma de suas teorias, que permaneciam, para os acadêmicos, como hipóteses e opiniões pessoais. Ao mesmo tempo, questionava a coerência e o mérito de vários de seus argumentos mais importantes. Outras vezes também atraiu censuras por seu "excesso de Matemática" e cerebralismo na composição. Ele mesmo via sua arte decididamente como uma ciência e um aprendizado, embora reconhecendo como imprescindível que o músico possua gênio e imaginação.
Apesar das inconsistências que possa ter, tentando fundir o racionalismo organizador e o empirismo naturalista, sua teoria foi pelo menos fundamental para sua própria obra de composição, aplicando-a de forma coerente, e por causa da composição sua fama é grande e duradoura, louvada em vários aspectos até por alguns de seus maiores críticos, como Rousseau e Diderot. A complexidade de suas obras vocais não tem paralelo na música francesa de sua geração; são grandes a organicidade e ousadia de sua harmonia; sua orquestração é sensível e original; fez um uso hábil da modulação para veicular sentimentos específicos, e também importante foi seu estudo sobre a capacidade que a arte tem de imitar a natureza - a mímese. Sua teoria, mesmo reclamando o mérito de ser inédita, na verdade não o foi tanto assim, pois vários de seus elementos centrais, como o uso de proporções matemáticas, o entendimento da arte como meio de expressão e a teoria da mímese, já vinham sendo debatidos desde a Grécia Antiga. De qualquer forma, sua obra vocal, suas óperas, se destacam no contexto de seu tempo exatamente pela sua interpretação renovadora de antigos conceitos, pelo seu dinamismo, complexidade, vivacidade, flexibilidade, expressividade, não hesitando em romper fórmulas consagradas e "fixas" como a da ária da capo a fim de criar um resultado mais efetivo dramaticamente. Também foi notável pela sua capacidade de penetrar fundo na psicologia de seus personagens, representando-a adequadamente, fossem cômicos, trágicos, românticos ou heroicos, e de evocar sugestivamente atmosferas específicas, os sons da natureza, e as sonoridades, ritmos e inflexões da fala natural do homem - especialmente nos recitativos -, sem que esta "imitação plausível" perca o caráter de arte conscientemente construída. Neste sentido, seu ideal, como expressou certa vez, foi o de "esconder a Arte na Arte". As virtudes que os críticos contemporâneos encontram em sua música, em sua época foram recebidas por uma parcela do público como novidades excitantes, mas muitas vezes foram encaradas com estranhamento e rejeição, e durante boa parte de sua carreira esteve envolvido em alguma polêmica, pois suas ideias quebravam regras estabelecidas e tradicionais.

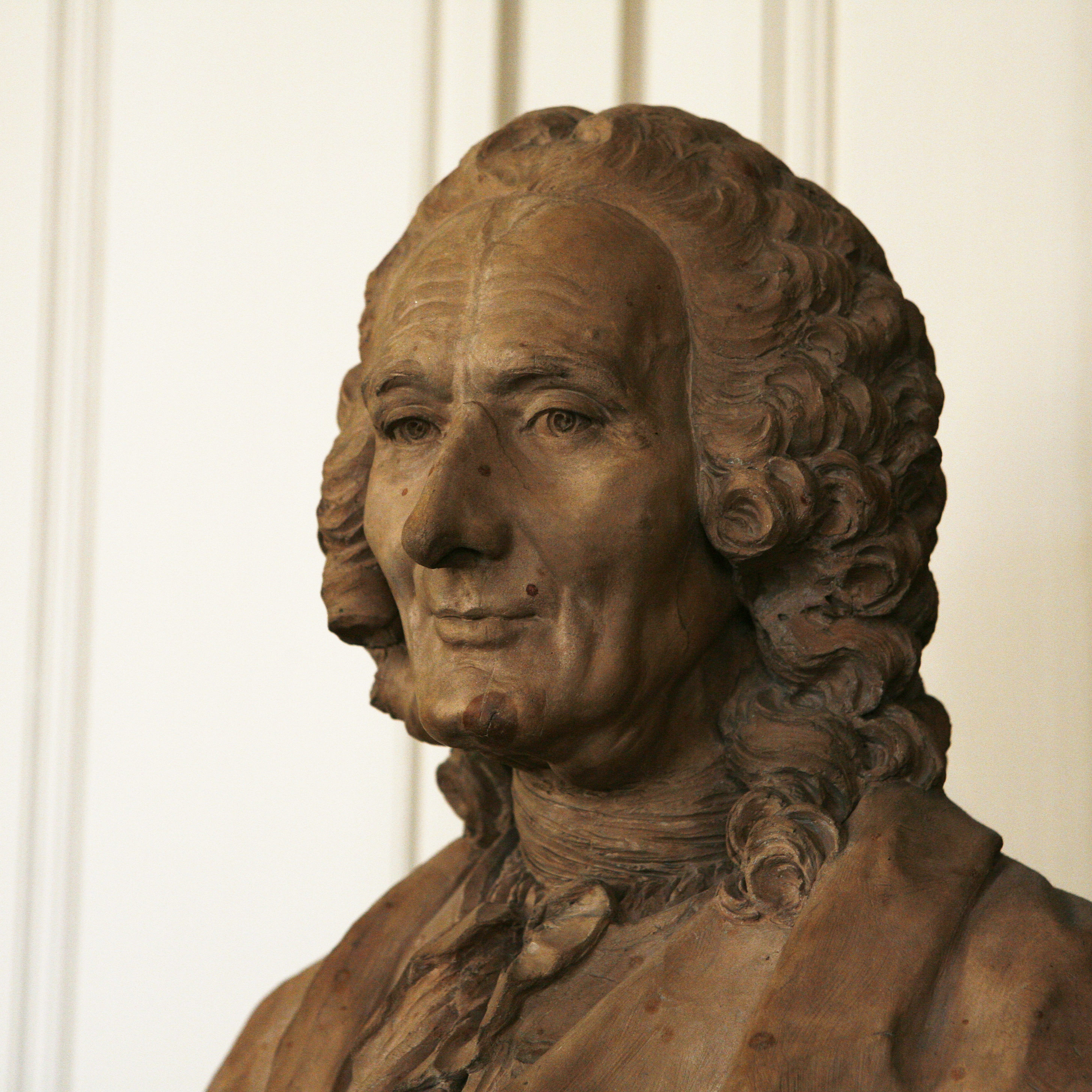
Busto de Rameau por Jean-Jacques Caffieri, 1760

Segundo seu biógrafo Girdlestone,"nascido quando reinava Luís XIV, Rameau permaneceu sempre um filho do Grand Siècle, em um tempo em que as artes estavam começando a se tornar simples entretenimento, mas cultivou seu dom como coisa séria". Embora tenha introduzido muita coisa nova no terreno da ópera e sido um dos mais dotados operistas de todos os tempos, em termos de estilo ele não pôde evitar muitas das convenções específicas do gênero, como a divisão da ópera em recitativos, bailados, coros e árias, e do movimento Barroco-Rococó, com seu apreço pelos fortes contrastes e pelo suntuoso colorido sonoro, sendo incapaz de vencer completamente uma tradição tão forte. Continuando, diz Girdlestone que "a posição de Rameau na história da ópera pode ser comparada à relação de Beethoven e Wagner com as formas de seu tempo". Na verdade, parte da eficiência e novidade de suas óperas está na maneira arrojada como trabalhou essas convenções para tirar partido expressivo do conflito entre o antigo e o novo, alargando as formas tradicionais ao ponto da ruptura. Não à toa foi chamado de "selvagem" pelos tradicionalistas, que entendiam suas transgressões - até na prosódia do francês clássico - como uma ameaça à tragédia lírica fundada por Lully, considerada uma instituição nacional e um símbolo de identidade e da glória da França. Sua grandeza também está na humanidade que deu a seus personagens, em como teve simpatia por todos eles, e em como ele foi capaz de escrever música que emociona até hoje.
- Jean-Philippe Rameau - Gavotte, variação I, interpretada por Martha Goldstein

## Publicações
- Traité de l'harmonie réduite à ses principes naturels (Paris, 1722)
- Nouveau système de musique théorique (Paris, 1726)
- Dissertation sur les différents méthodes d'accompagnement pour le clavecin, ou pour l'orgue (Paris, 1732)
- Génération harmonique, ou Traité de musique théorique et pratique (Paris, 1737)
- Mémoire où l'on expose les fondemens du Système de musique théorique et pratique de M. Rameau (1749)
- Démonstration du principe de l'harmonie (Paris, 1750)
- Nouvelles réflexions de M. Rameau sur sa 'Démonstration du principe de l'harmonie' (Paris, 1752)
- Observations sur notre instinct pour la musique (Paris, 1754)
- Erreurs sur la musique dans l'Encyclopédie (Paris, 1755)
- Suite des erreurs sur la musique dans l'Encyclopédie (Paris, 1756)
- Reponse de M. Rameau à MM. les editeurs de l'Encyclopédie sur leur dernier Avertissement (Paris, 1757)
- Nouvelles réflexions sur le principe sonore (1758–59)
- Code de musique pratique, ou Méthodes pour apprendre la musique...avec des nouvelles réflexions sur le principe sonore (Paris, 1760)
- Lettre à M. Alembert sur ses opinions en musique (Paris, 1760)
- Origine des sciences, suivie d'un controverse sur le même sujet (Paris, 1762)